# Quadrilatère du Manio
Das Quadrilatère du Manio (deutsch „Viereck von Manio“ – auch Manio III genannt) ist ein Steingehege. Es liegt 500 m nördlich von Manio, auf einem Hügel im Norden von Carnac im Département Morbihan in der Bretagne in Frankreich.
Steingehege sind eine seltene Form der Steinsetzung. Bei den Megalithkomplexen der Bretagne, die aus einer Vielzahl von Menhiren gebildet werden, unterscheidet man nach Alignements (Steinreihen), Steinkreisen (auch Halbkreise) und Steingehegen (Enceintes). Ihre Entstehung ist unklar.
Das Nordost-Südwest orientierte Viereck von Manio ist eine Ende des 19. Jahrhunderts idealisiert restaurierte etwa 37,0 m lange trapezoide Einfriedung, die im Westen etwa 7,0 m und im Osten etwa 10,0 m breit ist. Ein Menhir indicateur, der Géant du Manio steht etwa 50,0 m südlich.
Das Viereck aus der Jungsteinzeit besteht aus etwa 1,0 m hohen Granitblöcken, die ursprünglich einen heute ausgegangenen Tumulus begrenzten.

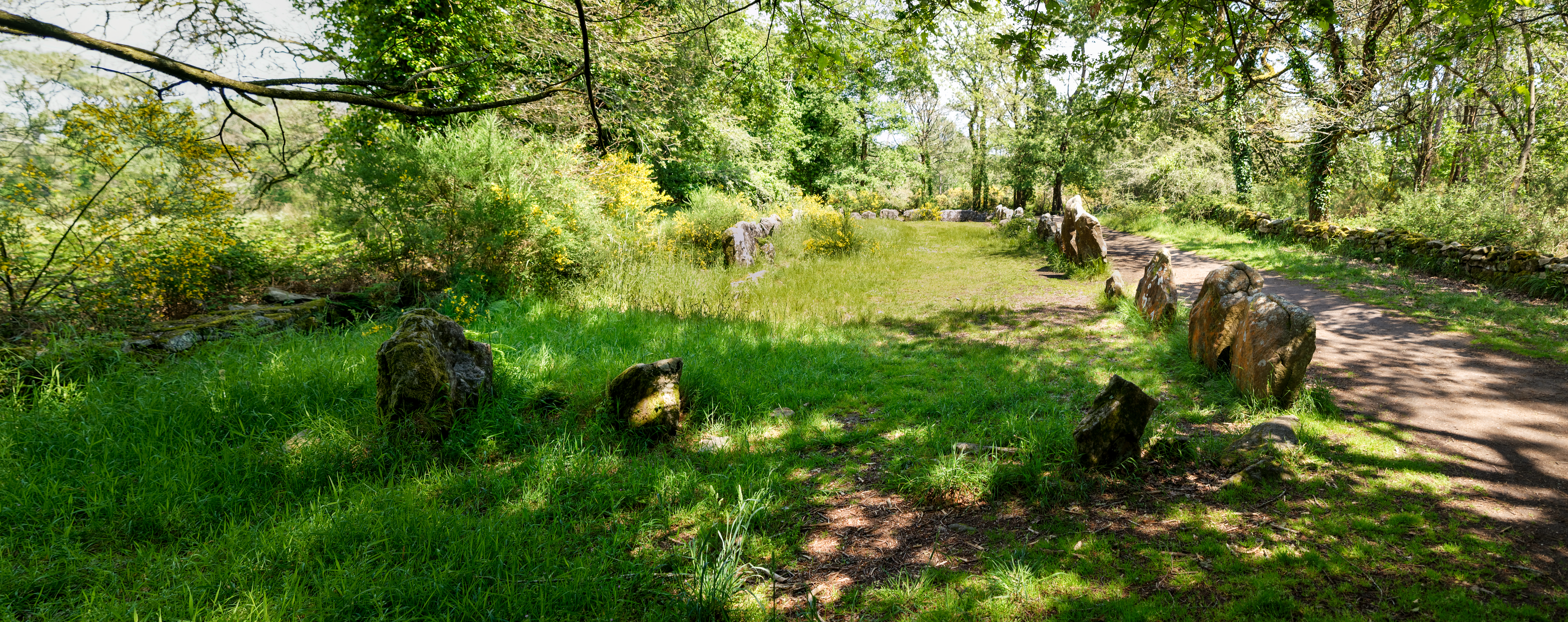
Quadrilatère de Manio

Die Megalithanlagen lösten im 18. Jahrhundert eine Art esoterische Leidenschaft aus. 1781 wurde sogar ein druidischer Orden geschaffen, der bereits 1836 vom Generalinspektor für Denkmalpflege, Prosper Mérimée (1803–1870) als Sekte bekämpft wurde. Er gab den Auftrag, ein Inventar der zu schützenden französischen historischen Monumente zu erstellen, in das die Quadrilatère du Manio und der Menhir 1900 als Monument historique eingetragen wurden.